# Martin Schanz

Martin Schanz

Martin Schanz, ab 1900 Ritter von Schanz (auch Martin von Schanz; * 12. Juni 1842 in Üchtelhausen; † 15. Dezember 1914 in Würzburg) war ein deutscher klassischer Philologe, der als Dozent und Professor in Würzburg lehrte (1867–1912). Er ist besonders für seine römische Literaturgeschichte und seine Platon-Ausgaben bekannt.

## Leben
Martin Schanz stammte aus einer alteingesessenen unterfränkischen Bauernfamilie. Sein Vater, Melchior Schanz, war als Volksschullehrer in Üchtelhausen angestellt und zog 1845 nach Königshofen, 1850 nach Großbardorf. Von acht Geschwistern starben vier früh, sein Bruder Georg von Schanz wurde ein berühmter Volkswirtschaftler.
Nach der Reifeprüfung in Münnerstadt studierte Schanz von 1861 bis 1866 Klassische Philologie und Philosophie in München (bei Karl Felix Halm und Carl von Prantl) und Würzburg (bei Ludwig von Urlichs). Nach einem Semester in Bonn (1864/1865, bei Otto Jahn und Friedrich Ritschl) kehrte Schanz nach Würzburg zurück und wurde dort 1866 mit einer Dissertation zur Rekonstruktion der sokratischen Philosophie aus den platonischen Schriften promoviert. Anschließend ging er für ein Jahr an die Universität Göttingen, um seine Studien bei Hermann Sauppe zu vertiefen. Nach seiner Rückkehr nach Würzburg habilitierte er sich dort und wurde 1870 zum außerordentlichen Professor ernannt. Im selben Jahr reiste Schanz auch nach Oxford, um dort Platon-Handschriften zu kollationieren; 1872 und 1873 reiste er zu demselben Zweck nach Rom und Venedig.
Nachdem er 1874 einen Ruf an die Akademie Münster abgelehnt hatte, wurde Schanz an der Universität Würzburg zum ordentlichen Professor für Klassische Philologie ernannt. Hier erfuhr er für seine Forschungstätigkeit große Anerkennung: Er war Mitglied mehrerer wissenschaftlicher Gesellschaften und Akademien und wurde 1908 durch die Verleihung Verdienstordens der Bayerischen Krone als „Ritter von Schanz“ in den persönlichen Adelsstand erhoben. Seit 1911 war er zudem Ritter II. Klasse des Verdienstordens vom Heiligen Michael. Im akademischen Jahr 1901/02 war Schanz Rektor der Universität. 1912 wurde er zum Geheimrat ernannt und emeritiert.

## Leistungen
Schanz hat auf drei Gebieten der Klassischen Philologie bleibende Verdienste erworben. Seine große, unvollendet gebliebene Platon-Ausgabe in sieben Teilbänden (1875–1887) ist die Frucht jahrelanger Kollation und kritischer Rezension. Die Ausgabe schuf zum ersten Mal eine sichere Textgrundlage für die Schriften des Philosophen. Sein Hauptwerk ist jedoch die Geschichte der römischen Literatur bis zum Gesetzgebungswerk des Kaisers Justinian in vier Bänden (1890–1920). Diese Literaturgeschichte ersetzte das veraltete und schwer zu gebrauchende Werk von Wilhelm Siegmund Teuffel und erschien im Handbuch der Altertumswissenschaften. Nachdem Schanz während der Arbeiten am zweiten Teilband des letzten Bandes verstorben war, schloss sein Lehrstuhlnachfolger in Würzburg Carl Hosius das Werk ab. Die als „Schanz-Hosius“ bekannt gewordene Literaturgeschichte blieb bis zum Ende des Jahrhunderts in Gebrauch und wurde erst 1989–2020 durch das 5-bändige Handbuch der lateinischen Literatur der Antike (herausgegeben von Reinhart Herzog und Peter Lebrecht Schmidt) ersetzt.
Das dritte große Forschungsgebiet von Schanz war die griechische Syntax, zu der er von 1882 bis 1912 die Beiträge zur historischen Syntax der griechischen Sprache in 20 Bänden herausgab.

## Wissenschaftliche Auszeichnungen
- 1883 korrespondierendes Mitglied der Bayerischen Akademie der Wissenschaften
- 1885 Ehrenmitglied der Griechischen Gesellschaft in Konstantinopel
- 1900 Bayerischer Kronenorden und Personaladel
- 1904 Ehrenmitglied der Accademia Properziana del Subasio in Assisi
- 1908 Vallauripreis der Akademie in Turin
- 1910 korrespondierendes Mitglied der Accademia Virgiliana in Mantua